# منافق 2
منافق 2 (بالملايوية: Munafik 2)‏ هو فيلم رعب إثارة ماليزي خارق للطبيعة للعام 2018 من إخراج وكتابة شمسول يوسف. هذا الفيلم من بطولة شمسول يوسف ومايا كارين. تم طرح الفيلم للجمهور في 30 أغسطس 2018 في ماليزيا وفي 26 سبتمبر 2018 في إندونيسيا.

## طاقم العمل
- شمسول يوسف
- مايا كارين

## روابط خارجية
● منافق 2 على موقع كلاسيك
- منافق 2 على موقع IMDb (الإنجليزية)
- منافق 2 على موقع نتفليكس (الإنجليزية)
- منافق 2 على موقع قاعدة بيانات الفيلم (الإنجليزية)
- منافق 2 على موقع ليتربوكسد (الإنجليزية)
- منافق 2 على موقع كينوبويسك (الروسية)